# Krabbenheider Bach
Der Krabbenheider Bach ist ein  mittelgroßer Mittelgebirgsbach in Gevelsberg. 

## Geographie

### Verlauf
Der Krabbenheider Bach entspringt im Ortsteil Asbeck in Gevelsberg. Er mündet in die Ennepe. Seine Wassergüte liegt bei II. Im Sommer 2019 trocknete er aus.

### Zuflüsse
- Hedtberger Bach (links)
- Deichselbach (links)
- Iserbecke (rechts)